# Histologi

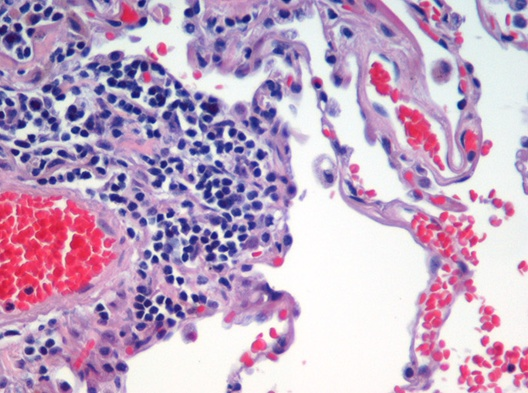
Ett snitt av lungvävnad färgad med hematoxylin och eosin. Detta prov visar en patient som lider av lungemfysem.

Histologi (av grekiskans ἱστός, "väv", "vävnad") är läran om biologisk vävnad, studerad i ljusmikroskop eller elektronmikroskop och genom histokemi. Genom att studera vävnader och om deras utseende avviker från vad som är normalt kan man upptäcka olika sjukdomar. Detta arbete utförs av en patolog, det vill säga en läkare med specialisering inom patologi, eller en specialutbildad biomedicinsk analytiker, en så kallad cytodiagnostiker.

## Teknik
För att studera vävnader så genomgår preparatet flera steg. Fixeringen görs för att inte vävnaden ska förändras efter den har tagits från sin naturliga miljö. Detta följs av dehydrering och inbäddning som möjliggör snittning av vävnaden. Därefter snittar man vävnaden i mindre delar för att sedan färga den. Därefter kan en bedömning av vävnaden göras i mikroskop. Bedömningen görs av läkare eller specialutbildade biomedicinska analytiker.

### Fixering
Tar man bort en cell från människokroppen så börjar cellen förändras. Syretillförseln upphör och en förruttnelseprocess (autolys) startar orsakad till stor del av kroppens egna enzymer. För att preparaten inte ska förändras måste denna process minimeras annars kan felaktiga resultat uppkomma. Vid fixering så denatureras proteinerna vilket inaktiverar enzymerna och det sker en förskjutning av vävnadens vattenhalt. Ämnen som kan användas vid fixering kan vara aldehyder, alkoholer, metalloxider och syror. Ofta blandar man olika ämnen för att få en bra kombination.
En rad olika faktorer påverkar fixeringen. Temperatur, pH, fixeringstid, fixeringsmedlets koncentration, hur tjockt provet är och diffusionshastighet inverkar på fixeringen.

### Dehydrering
Innan man bäddar in preparatet så måste man avlägsna vattnet från preparatet eftersom paraffin inte är blandbart med vatten. Man använder alkohol i stigande koncentrationer. Därefter tillsätts ofta xylen som avlägsnar alkoholen ur vävnaden.

### Inbäddning
Man använder ofta paraffin när man bäddar in provet. Flytande paraffin ofta med en smältpunkt på 56-58 grader (kan även vara lägre vid vissa tillämpningar) tillsätts. Provet får sedan stelna på kylplatta.

### Snittning
För att få tunna skivor av preparatet som lämpar sig för undersökning så snittar man provet. Till detta använder man en mikrotom. Snitten läggs sedan med pincett i vattenbad och samlas upp på objektglas.

### Färgning
Studerar man ett ofärgat vävnadspreparat ser man inte mycket. Det finns flera olika färgningsmetoder, vilken man väljer är beroende av vad man vill studera och vilken vävnadstyp det är man undersöker. Rutinfärgning i de flesta länder idag är den så kallade HE-färgningen (hematoxylin-eosin), där cellkärnan färgas lilablå och cytoplasman färgas rödrosa. Färgningen ger en bra överblick av vävnaden. För att studera kollagen eller bindväv används ofta van Gieson-färgning där tre olika ämnen ingår: syrafuksin, pikrinsyra och hematoxylin.